# Protestos de Old Trafford em 2021
Os protestos de Old Trafford em 2021 foram uma série de protestos contra a família Glazer, proprietária do clube inglês Manchester United, após o anúncio de que o clube juntara-se ao projeto da Superliga Europeia, que posteriormente entrou em colapso. Em 2 de maio, os torcedores organizaram protestos do lado de fora do Estádio Old Trafford do Manchester United e do Lowry Hotel antes do jogo da Premier League de 2020–21 contra o Liverpool.
Diversos manifestantes acessaram o estádio, resultando em um atraso do início da partida, antes do eventual adiamento da mesma. Esta foi a primeira vez que um jogo da Premier League foi adiado devido a um protesto.

## Contexto

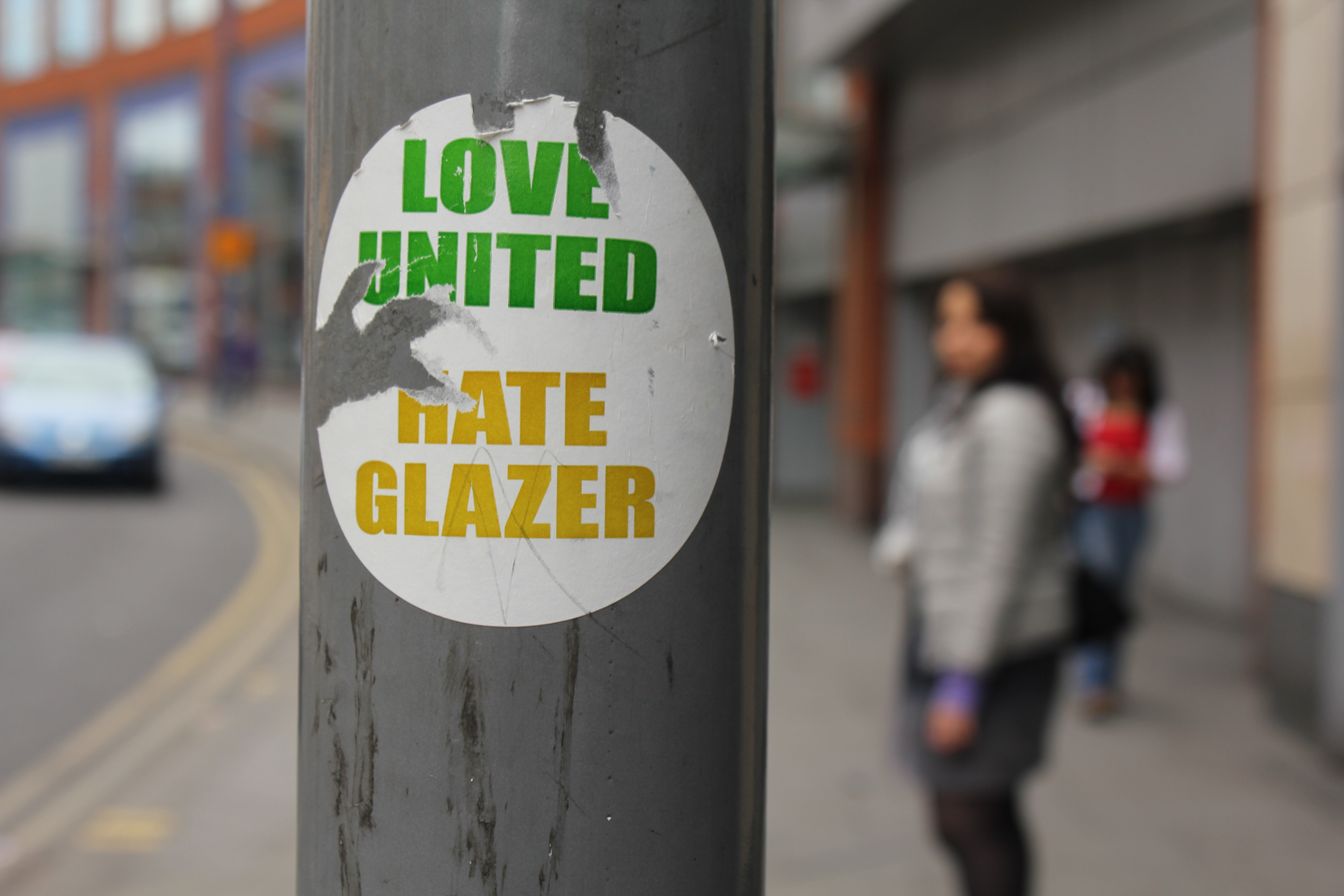
Adesivo em poste exibindo manifestação anti-Glazer.

Em abril de 2021, Joel Glazer desempenhou um papel de destaque em planos controversos para que o Manchester United competisse a Superliga Europeia. Os planos foram anunciados em 18 de abril e foram impopulares entre torcedores. Apesar da retirada do Manchester United da competição três dias depois e da forte reação de torcedores, jogadores, gerentes e especialistas, os protestos prosseguiram.
Em 22 de abril, um grupo de cerca de 20 torcedores entrou no campo de treinamento do Manchester United para protestar contra a posse de Glazer. Dois dias depois, um segundo protesto fora de Old Trafford viu mais de dois mil torcedores protestarem contra a propriedade de Glazer e defenderem a regra 50+1 vista no futebol alemão. Joel Glazer mais tarde se desculpou com os torcedores da equipe, dizendo que "[ele] entendeu errado", mas os torcedores permaneceram enfurecidos, dizendo a um executivo da equipe que estavam "enojados, envergonhados e irritados" com suas ações.
Antes da tentativa de 2021 de ingressar na Superliga Europeia, uma série significativa de protestos contra a propriedade dos Glazers ocorreu em 2010, coloquialmente chamado de "The Green and Gold Movement" ("O Movimento Verde e Ouro", em português). Assim como em 2005, antes que o clube fosse adquirido pela família Glazer.

## Eventos
Em 2 de maio de 2021, a equipe do Manchester United estava programada para enfrentar o rival Liverpool no clássico em um jogo do Campeonato Inglês de Futebol em Old Trafford, durante a temporada 2020–21. A partida foi abandonada devido a uma invasão no estádio e a subsequente invasão de campo como parte de um segundo protesto em Old Trafford, e terceiro no total ao incluir o protesto de Carrington. A partida, que deveria começar às 16:30 (BST), foi oficialmente adiada às 17:35 (BST).

### Linha do tempo
Às 13:00 do horário local os primeiros protestantes começaram a se reunir do lado de fora do estádio antes do horário de início programado pelos próprios torcedores do Manchester United às 14:00 para o protesto, com alguns relatórios sugerindo que mais de 10 000 manifestantes estavam presentes. Um segundo protesto menor ocorreu do lado de fora do Lowry Hotel, lugar onde os jogadores do Manchester United estavam hospedados antes da partida. Os relatórios iniciais de uma violação de segurança no estádio ocorreram às 14:30, com uma parte dos manifestantes ganhando acesso ao estádio e entrando no campo. Às 15:00, uma varredura de segurança no estádio começou na tentativa de remover todos os que protestavam, avaliar os danos do campo e determinar se ocorreu uma violação dos protocolos do COVID-19. A Premier League publicou as folhas oficiais da equipe no horário exigido de 15:30, mas às 15:55, a Premier League confirmou que haveria um atraso no pontapé inicial do jogo. Foi relatado que o estádio foi esvaziado de protestantes antes do horário originalmente programado para 16:30, mas a decisão foi tomada para adiar o jogo às 17:50.

### Incidentes
Seis policiais foram feridos nos protestos, com um sofrendo uma fratura na órbita ocular. Um homem foi preso por estar envolvido com os danos a um dos policiais.
Em 4 de maio de 2021, um homem de 28 anos foi acusado de jogar fogos de artifício numa rua, comportando-se de maneira ameaçadora e obstruindo deliberadamente a estrada perto do Lowry Hotel.
Familiares de um manifestante alegou que policiais quebraram sua uma mandíbula e costelas no processo de prendê-lo por suspeita de roubo de um veículo motorizado e ofensa à ordem pública.

## Reações
Os ex-jogadores de Liverpool e Manchester United e especialistas da Sky Sports Jamie Carragher, Gary Neville e Roy Keane expressaram apoio à causa dos protestantes e criticaram as ações da família Glazer em relação à administração do clube desde sua aquisição, além de seu envolvimento mais recente no projeto da Superliga Europeia. Em um artigo da BBC, o protesto foi descrito como sendo de 16 anos.
O prefeito da Grande Manchester Andy Burnham e o primeiro-ministro britânico Boris Johnson também manifestaram apoio à causa dos manifestantes. O prefeito observou que era "essencial que os dirigentes do clube e do jogo ouvissem", mas condenou as ações violentas de uma pequena minoria de manifestantes, enquanto o primeiro-ministro simpatizava com a "força de sentimento" dos protestantes, mas também disse que "comportamento perturbador e manifestações desse tipo... não é uma boa ideia."
O presidente da Federação Nacional de Polícia, John Apter, condenou a violência dizendo: "Mais uma vez, vimos um chamado protesto pacífico se transformar em violência dirigida aos meus colegas. Os policiais ficaram feridos e precisaram de tratamento hospitalar. Isso é completamente inaceitável". O chefe assistente da polícia da Grande Manchester, Russ Jackson, disse que ficou claro que algumas pessoas apareceram não para protestar, mas apenas para causar problemas. Ele descreveu esses poucos como "imprudentes e perigosos".
A ESPN enfrentou críticas quando o comentarista Jon Champion foi cortado pela rede ao criticar a propriedade da família Glazer do clube e o uso do modelo de franquia norte-americano na Europa. O canal de televisão citou dificuldades técnicas como o motivo do corte.
Durante uma tentativa de entrevista com a Sky News em 4 de maio, Avram Glazer se recusou a pedir desculpas aos torcedores ou comentar sobre os protestos.

## Consequências
Um dia após o protesto, em 3 de maio, e após outros protestos em todo o país relativos à Superliga Europeia, a Premier League anunciou planos para impedir que proprietários de clubes de futebol formem futuras ligas separatistas, além de introduzir mais restrições e penalidades mais severas para o descumprimento.
Dia 8 de maio a empresa britânica de varejo e tecnologia The Hut Group rescindiu um acordo de patrocínio de 200 milhões de libras com o clube devido aos protestos.
A partida adiada foi remarcada para 13 de maio e antes do jogo, um terceiro protesto anti-Glazer ocorreu do lado de fora do campo. Apesar do maior policiamento nos arredores e menor dimensão da manifestação em si, um ônibus do Liverpool chegou a ter sua passagem temporariamente bloqueada por parte da torcida do clube mandante.
Duas temporadas depois, outra manifestação contra os Glazers ocorreu antes de outro jogo em casa contra o Liverpool em 22 de agosto de 2022, marcando o quarto grande protesto em Old Trafford em 18 meses. Uma presença policial intensificada evitou qualquer interrupção no jogo que viu o Manchester United vencer por 2–1.